# تحطم طائرة هليكوبتر في كالاباساس في كاليفورنيا 2020
في 26 يناير 2020، تحطمت طائرة هليكوبتر من طراز سيكورسكي إس-76 في كالاباساس في كاليفورنيا على بعد نحو 30 ميلًا (48 كيلومتر) شمال غرب مدينة لوس أنجلوس، في طريقها من مطار جون واين إلى مطار كاماريلو. وكان على متنها لاعب كرة السلة، الأمريكي المتقاعد كوبي براينت، بصحبة ابنته جيانا البالغة من العمر 13 عامًا ومدرب البيسبول جون ألتوبيلي بالإضافة إلى خمسة ركاب آخرين وكابتن الطائرة. وقد أسفر الحادث عن مقتل جميع الركاب التسعة.

## الحادث
في 26 يناير 2020، عند الساعة 9:06 صباحًا بتوقيت المحيط الهادئ (17:06 بالتوقيت العالمي)، غادر براينت مطار جون واين (إس إن إيه) في أورانج كاونتي في كاليفورنيا في طائرة هليكوبتر من طراز سيكورسكي إس-76 التي صُنعت عام 1991، بالإضافة إلى ثمانية ركاب آخرون هم: ابنته جيانا البالغة من العمر 13 عامًا؛ وزميلاتها في الفريق، أليسا ألتوبيلي البالغة من العمر 14 عامًا وبيتون تشيستر البالغة من العمر 13 عامًا، مع والديهم كيري وجون ألتوبيلي (مدرب البيسبول الرئيسي في كلية أورانج كوست) وسارة تشيستر -مساعد مدرب لكريستينا ماوزر- وربان الطائرة آرا زوباين. إذ كانوا متوجهين في طريقهم إلى لعبة كرة السلة في أكاديمية براينت مامبا الرياضية في نيوبري بارك، حيث كان من المُقرر أن يقوم براينت بتدريب فريق جيانا. أظهرت سجلات الرحلات الجوية أن الطائرة قد أقلعت لذات الرحلة في اليوم السابق دون وقوع أي حادث مُتجهة إلى مطار كاماريلو (سي إم إيه)، وهو مطار صغير على بعد نحو 20 دقيقة بالسيارة من أكاديمية مامبا الرياضية. استغرقت رحلة اليوم السابق 30 دقيقة فقط؛ في المقابل، فإن الزمن الذي تستغرقه قيادة السيارة من منزل براينت في نيوبورت بيتش إلى الأكاديمية قد يصل إلى ساعتين على الأقل.

## حالة الإقلاع
قام قسم دائرة الدعم الجوي لشرطة لوس أنجلوس بإيقاف رحلات طائرات الهليكوبتر التابعة للشرطة في صباح يوم 26 يناير بسبب سوء الأوضاع الجوية؛ إذ تتطلب قواعد دائرة الدعم الجوي ما لا يقل عن ميلين (3.2 كم) من الرؤية الواضحة و 800 قدم (240 قدمًا) من الحد الأعلى للسحاب. في الوقت الذي أقلعت فيه الطائرة من مطار (إس إن إيه)، كان مجال الرؤية الواضحة ما يقارب 5 أميال (8.0 كم) مع حد أعلى من السحاب يصل إلى 1300 قدم (400 متر)، وهذا يتناسب مع قواعد الطيران المرئي الخاصة (في إف آر). يمكن الطيران عبر السحاب في حال اختار ربان الطائرة العمل وفقًا لقواعد الطيران الآلي (آي إف آر)، ولكن وفقًا لبيانات موفر خدمات النقل «آيلاند إكسبرس» وسجلات (إف إيه إيه)، لم يُسمح لطياري الشركة بالإقلاع لتعارضه مع قواعد الطيران الآلي، حتى في حال كانت قواعد الشركة قد سمحت بذلك، فإن الطيران بموجب قواعد (آي إف آر) كان من شأنه أن يؤدي إلى تأخير طويل للرحلات والكثير من التحويلات (وبالتالي استهلاك أي توفير للوقت المتوقع) بسبب الازدحام الشديد في المجال الجوي المُراقب في لوس أنجلوس. لم تكن شهرة براينت لتعطي أولوية لطائرة الهليكوبتر هذه ضمن هذا المجال الجوي.